# Serpocaulon funckii
Serpocaulon funckii är en stensöteväxtart som först beskrevs av Georg Heinrich Mettenius, och fick sitt nu gällande namn av Alan Reid Smith. Serpocaulon funckii ingår i släktet Serpocaulon och familjen Polypodiaceae. Inga underarter finns listade.